# Windsor (Colorado)
Windsor es un pueblo ubicado en el condado de Weld en el estado estadounidense de Colorado. En el Censo de 2010 tenía una población de 18.644 habitantes y una densidad poblacional de 290,78 personas por km².

## Geografía
Windsor se encuentra ubicado en las coordenadas 40°28′39″N 104°55′1″O / 40.47750, -104.91694. Según la Oficina del Censo de los Estados Unidos, Windsor tiene una superficie total de 64.12 km², de la cual 63.3 km² corresponden a tierra firme y (1.28%) 0.82 km² es agua.

## Demografía
Según el censo de 2010, había 18.644 personas residiendo en Windsor. La densidad de población era de 290,78 hab./km². De los 18.644 habitantes, Windsor estaba compuesto por el 93.59% blancos, el 0.51% eran afroamericanos, el 0.53% eran amerindios, el 1.21% eran asiáticos, el 0.03% eran isleños del Pacífico, el 2.07% eran de otras razas y el 2.08% pertenecían a dos o más razas. Del total de la población el 8.99% eran hispanos o latinos de cualquier raza.